# 41 Comae Berenices
Désignations
41 Comae Berenices (en abrégé 41 Com) est une étoile géante de la constellation boréale de la Chevelure de Bérénice. Elle est visible à l'œil nu avec une magnitude apparente de 4,81. L'étoile présente une parallaxe annuelle de 9,84 mas telle que mesurée par le satellite Hipparcos, ce qui permet d'en déduire qu'elle est distante d'environ ∼ 331 a.l. (∼ 101 pc) de la Terre. Elle se rapproche du Système solaire à une vitesse radiale héliocentrique de −16 km/s.
41 Comae Berenices est une étoile géante rouge de type spectral K5-III, actuellement située sur la branche des géantes rouges. Elle est âgée d'environ 4,5 milliards d'années et elle est 1,2 fois plus massive que le Soleil. Son rayon est devenu environ 34 fois plus grand que le rayon solaire, elle est 323 fois plus lumineuse que le Soleil et sa température de surface est de 4 211 K.
En 2017, une exoplanète en orbite autour de l'étoile, 41 Comae Berenices b (ou HD 113996 b), a été détectée par la méthode des vitesses radiales. La planète a une masse minimale de 6,3 ± 1,0 MJ et complète une orbite selon un demi-grand axe de 1,6 ± 0,1 ua, une période de 610,2 ± 3,8 jours et une excentricité de 0,28 ± 0,12,.